# Ганс Шмідт-Іссерштедт
Ганс Шмідт-Іссерштедт (нім. Hans Schmidt-Isserstedt, 5 травня 1900, Берлін — 28 травна 1973, Гольм, Західна Німеччина) — німецький диригент.

## Кар'єра
Навчався у Гейдельберзі, Мюнстері та Берліні. Був диригентом у Вупперталі, Ростоку, Дармштадті.
В 1935—1942 роках був диригентом Гамбурзької опери, в 1942—1945 — Берлінської державної опери. В 1945—1971 роках керував Оркестром Північнонімецького радіо в Гамбурзі. В 1955—1964 роках одночасно керував Королівським стокгольмським філармонічним оркестром.
Гастролював у СРСР.

## Записи
Здійснив запис всіх симфоній і фортепіанних концертів Людвіга ван Бетховена, всіх симфоній Йоганнеса Брамса.